# Nomindra arenaria
Nomindra arenaria är en spindelart som beskrevs av Norman I. Platnick och Baehr 2006. Nomindra arenaria ingår i släktet Nomindra och familjen Prodidomidae.
Artens utbredningsområde är Northern Territory, Australien. Inga underarter finns listade i Catalogue of Life.